# حقبة ما بعد الحرب الباردة
حقبة ما بعد الحرب الباردة هي الفترة التي تبعت انتهاء الحرب الباردة. لم يتفق المؤرخون على تحديد وقت معين لانتهاء الحرب الباردة وبداية حقبة ما بعد الحرب الباردة، ويعود ذلك لكون فترة الحرب الباردة فترة من التوترات الجيوسياسية التي تخللتها حروب بالوكالة ولم تكن حربًا فعلية. يزعم بعض الباحثين بأن تاريخ انتهاء الحرب الباردة مرتبط بتوقيع أول معاهدة في العالم حول نزع السلاح النووي في عام 1987، أو عند انتهاء المرحلة التي كان فيها الاتحاد السوفيتي قوة عظمى في العالم نتيجة اشتعال ثورات 1989، أو بعد انهيار الاتحاد السوفيتي عام 1991. ترمز نهاية الحرب الباردة، بالرغم من الغموض الذي يلف تاريخ انتهائها، إلى انتصار الديمقراطية والرأسمالية، ما أعطى للقوى العالمية الصاعدة في الولايات المتحدة والصين دفعة قوية للأمام. أصبحت الديموقراطية طريقة لتحقيق الفاعلية الجماعية الذاتية للبلدان التي كانت تأمل في كسب الاحترام الدولي: بدأت الهياكل السياسية في تبني قيم الديمقراطية بعد أن أصبحت ذات قيمة مهمة.
هيمنت على حقبة ما بعد الحرب الباردة سمة النهوض بالعولمة (ونهضت معها الحركات القومية والشعبوية كرد فعل عليها) التي ساعد في نموها كل من انتشار شبكة الانترنت ونمو أنظمة الهاتف المحمول. حلت أيديولوجية ما بعد الحداثة والنسبية الثقافية، وفقًا لبعض الباحثين، محل الحداثة ومحل مفاهيم التقدم المطلق والأيديولوجيا. سمحت حقبة ما بعد الحرب الباردة بتجدد الاهتمام بالأمور التي كانت موضع تجاهل في فترة الحرب الباردة. مهدت الحرب الباردة الطريق للحركات القومية والدولانية. اقتنعت العديد من الدول، بعد ظهور الأزمات النووية في الحرب الباردة، بضرورة منافشة شكل جديد للنظام العالمي وللدولانية تتعاون فيه الدول مع بعضها البعض بدلًأ من استخدام أساليب التخويف النووي.
شهدت هذه الفترة تحول الولايات المتحدة الأمريكية لتصبح أقوى دولة في العالم، وشهدت أيضًا صعود الصين وتحولها من بلد ضعيف نسبيًا إلى بلد من المحتمل أن يصبح قوة عظمى ناشئة. سعت الولايات المتحدة الأمريكية، ردًا على صعود الصين، إلى «إعادة التوازن» في منطقة آسيا والمحيط الهادئ بشكل استراتيجي. شهدت تلك الفترة أيضًا اندماج معظم الدول الأوروبية وتوحد اقتصاداتها في اقتصاد واحد وانتقال القوة من مجموعة الدول الصناعية السبع إلى مجموعة العشرين. رُكّبت، بالتزامن مع توسع حلف شمال الأطلسي (الناتو)، أنظمة الدفاع الصاروخي الباليستي في أوروبا الشرقية، الأمر الذي اعتبر خطوة هامة للغاية في العولمة العسكرية.
كثف انتهاء الحرب الباردة الآمال في زيادة التعاون الدولي وتعزيز دور المنظمات الدولية التي تركز في عملها على معالجة القضايا العالمية، ومهد ذلك الطريق لإبرام عدد من الاتفاقيات الدولية كمنظمة حظر الأسلحة الكيميائية والإعلان العالمي لحقوق الإنسان واتفاقية منع ومعاقبة جريمة الإبادة الجماعية واتفاق باريس للمناخ. أصبحت حماية البيئة أيضًا من أهم الاهتمامات الدولية في فترة ما بعد الحرب الباردة، وذلك بعد تداول العديد من الأدلة التي تظهر تأثيرات النشاط البشري على مناخ الكرة الأرضية. تزايد الوعي أيضًا، في فترة ما بعد الحرب الباردة، لقضية الإرهاب ويرجع ذلك –بشكلٍ أساسي- إلى وقوع هجمات 11 سبتمبر من عام 2001 في الولايات المتحدة وتداعياتها على دول العالم أجمع.

## نقاش لغوي
تعرض مصطلح «ما بعد الحرب الباردة» للعديد من الانتقادات بسبب غموضه، إذ كتب بول وولفويتس، في عام 2000: «على الرغم من مرور عشر سنوات على انهيار جدار برلين، ليس بإمكاننا حتى اليوم أن نجد اسمًا أفضل للفترة التي نعيش فيها الآن من «حقبة ما بعد الحرب الباردة». وهو ما يعني بأن الحقبة الجديدة «لا تملك اسمًا حتى الآن». اقترح بأنه من الممكن لمصطلح «السلام الأمريكي» أو «صدام الحضارات» أن يعكس حقيقة العصر، لكنه سيكون بنفس الوقت «مسيئًا للكثيرين». عبرت كونداليزا رايس عن نفس هذه المعضلة بالقول: «نحن لا نعرف كيف نفكر حول ما يمكن أن يحدث بعد المواجهة بين الولايات المتحدة الأمريكية والاتحاد السوفيتي لكن، تتضح الصورة عند الإشارة المستمرة لمصطلح حقبة ما بعد الحرب الباردة». «كانت معرفتنا بموقعنا الحالي حينها أفضل من معرفتنا إلى أي مكان نحن ذاهبون».